# The Temperance Seven
The Temperance Seven — британский джазовый ансамбль, образовавшийся в 1955 году и специализировавшийся на юмористических интерпретациях музыки 1920-х годов. Первую известность The Temperance Seven принёс хит «You're Driving Me Crazy» (#1 в UK Singles Chart), за которым последовал «Pasadena» (#4).
B начале 60-х годов на волне джаз-возрождения, ансамбль, возглавляемый ярким фронтменом Александром Х. Гэллоуэем (англ. Alexander Hitchcock Galloway), пользовался как массовым успехом, так и поддержкой музыкальных критиков. Одно время с ансамблем сотрудничал Терри Джонс, впоследствии участник Monty Python.
Коллектив, по-своему развивавший традиции английского мюзик-холла, нередко выступал на театральной сцене, в частности, в пьесе Спайка Миллигана «The Bed-Sitting Room» в 1963 году. В 1966 году The Temperance Seven снялись и выступили в фильме «The Wrong Box».
Первый состав группы распался в середине 1960-х годов, но в конце десятилетия проект был возрождён Иэном Ховартом, который и возглавлял коллектив до конца 1990-х годов. Несколько участников первого состава в 2003 году организовали реюнион и выступили на BBC.

## Избранная дискография

### Синглы
- «You’re Driving Me Crazy» / «Charley My Boy» (1961: 7" Parlophone R4757)
- «Pasadena» / «Sugar» (1961: 7" Parlophone R4781)
- «Hard Hearted Hannah» / «Chili Bom Bom» (1961: 7" Parlophone R4823)
- «Charleston» / «Black Bottom» (1961: 7" Parlophone R4851)
- «Sahara» / «Everybody Loves My Baby» (1962: 7" Parlophone R4893)
- «Runnin' Wild» / «The Mooche» (1962: 7" Parlophone R4934)
- «Shake» / «Bye Bye Baby» (1962: 7" Parlophone R4953)
- «Ain’t She Sweet» / «Seven And Eleven» (1963: 7" Parlophone R5022)
- «Thanks For The Melody» / «Easy Money» (1963: 7" Parlophone R5048)
- «From Russia With Love» / «PCQ» (1963: 7" Parlophone R5070)
- «Letkiss» / «Tajkaedi» (1964: 7" Parlophone R5236)
- «Miss Elizabeth Brown» / «Crazy» (1968: 7" MCA 1016)
- «Shepherd of the Hills» (1975: 7" DJM DJS 626)
- «Mach II March» / «Me and Jane in a Plane» (1976: 7" DJM DJS 673)
- «Pasadena» / «You’re Driving Me Crazy» (EMI EMI2336)
- «You’re Driving Me Crazy» / «Charley My Boy» (Old Gold OG 9385)
- «You’re Driving Me Crazy» / «Charley My Boy» (HMV POP 2007)

### EPs
- «The Temperance Seven Inch Record» (1960: EP Argo EAF 14)
- «The Temperance Seven» (1961: EP Parlophone GEP 8840)
- «The Charleston and other selections» (1961: EP Parlophone GEP 8850)
- «1961» (1961: EP Parlophone GEP 8857)
- «Runnin' Wild» (1962: EP Parlophone GEP 8872)

### Альбомы
- The Temperance Seven + 1 (LP: Argo RG 117)(re-released as The World of the Temperance Seven 1973 LP: Argo SPA 302)
- The Temperance Seven 1961 (1961 LP: Parlophone PMC 1152 & PCS 3021)
- BBC Sessions (1962 LP: Ristic) [Private Pressing]
- Family Album (1964 LP: Parlophone PMC 1236 & PCS 3059, 1964)
- Direct from the Ballspond Cocoa Rooms (197? LP: Music For Pleasure MFP 1322)
- The New Temperance Seven (1970 LP: Hallmark HMA 205)
- The New Temperance Seven in Sweden (1972 LP: Philips 6414 303)
- The Temperance Seven in Hong Kong (1975 LP: DJM DJSML 2013)
- 21 Years On (1976 LP: DJM DJM 22043)
- Tea for Eight (1989 LP: Upbeat URLP101)
- Tea for Eight (1989 CD: Upbeat URCD101)
- 33 Not Out (1990 CD: Upbeat URCD103)
- The Writing on the Wall (1992 CD: Upbeat URCD108)
- Pasadena and the Lost Cylinders: Music from the Archives (1997 CD: Lake LACD 77)
- Live & In Full Colour — Part 1 (2000 CD: TS101) (Private Pressing)
- Live & In Full Colour — Part 2 (2000 CD: TS102) (Private Pressing)
- The Parlophone Recordings Vol.1 1960—1962 (2000 CD: Lake LACD 138)
- The Parlophone Recordings Vol.2 1962—1965 (2001 CD: Lake LACD 142)
- Those BBC Years (2002 CD: Upbeat URCD185)